# 勝沼紀義
勝沼 紀義（かつぬま きよし、1975年2月24日 - ）は、日本の男性声優。岐阜県大垣市出身。ファット所属。センテナリアとエージェント契約。

## 略歴
野沢那智がきっかけで職業としての声優に興味を持つ。
日本大学藝術学部演劇学科卒業。
以前はRME、ケッケコーポレーション（2018年10月31日まで）に所属していた。
舞台芸術学院や専門学校デジタルアーツ東京校・仙台校などで講師をしている。

## 人物
趣味はギター、雑学収集、猫や犬と遊ぶ。特技はインプロ、パントマイム、子どもとすぐに仲良くなる。
資格はレクリエーション介護士2級。
座右の銘は「ユーモアは人生の調味料」。

## 出演
太字はメインキャラクター。

### テレビアニメ
2006年
- 天保異聞 妖奇士（家人、同心、男、土井の部下、廓主人、家臣、用心棒の男、武士）
- NANA（笠井秀樹、マサル、ウェイター、AD）

2007年
- Devil May Cry（男C）
- 魔人探偵脳噛ネウロ（アナウンサー）
- REIDEEN（別府、よっぱらい）
- 湾岸ミッドナイト（大田和夫）

2008年
- アリソンとリリア（操縦士、飛行士）
- かんなぎ（男子生徒、おじさん）
- 機動戦士ガンダム00（カタロン兵士）
- 図書館戦争（図書隊員A）
- To LOVEる -とらぶる-（巨人、アコー星人）
- ワールド・デストラクション 〜世界撲滅の六人〜（店主、黄金の獅子メンバーC）

2009年
- うちの3姉妹（編集者、TVの声）
- 黒神 The Animation（トライバルエンド）
- ケロロ軍曹（アナウンス）
- こばと。
- シャングリ・ラ（従者）
- 鋼の錬金術師 FULLMETAL ALCHEMIST（2009年 - 2010年、ヤコブレフ、クレミン）
- はじめの一歩 New Challenger（客、牧野のトレーナー）
- Phantom 〜Requiem for the Phantom〜（構成員）
- RIDEBACK -ライドバック-（スタッフ、司会）

2010年
- SDガンダム三国伝 Brave Battle Warriors（紀霊ハンマハンマ、兵士、父親、村人、公孫瓚軍部隊長、曹操軍部隊長、袁紹軍伝令）
- ストライクウィッチーズ2（通信士）
- バトルスピリッツ 少年激覇ダン（男性、A国代表、異界兵2、異界人艦長）
- バトルスピリッツ ブレイヴ（2010年 - 2011年、魔族、兵士1、下僕、郎党、下級魔族、オペレーターB）
- ひめチェン!おとぎちっくアイドル リルぷりっ（番組NA）
- 遊☆戯☆王5D's（ヘルマン）

2011年
- X-MEN（イカ）
- 機動戦士ガンダムAGE（2011年 - 2012年、整備兵、グアバラン部下、グアバラン副官、研究員）
- TIGER & BUNNY（ケイン）
- デッドマン・ワンダーランド（金串）

2012年
- エリアの騎士（おじさん）
- 夏色キセキ（店長）
- バトルスピリッツ 覇王（警備員）
- ブラック★ロックシューター（美術教師）
- マギ（2012年 - 2013年、ゴルタス、じいさん、閻技、兵士） - 2シリーズ
- めだかボックス（都城王土） - 2シリーズ
- ヨルムンガンド（ウゴ、ホプキンス、カットスロート） - 2シリーズ

2014年
- オレカバトル（堕天王サリエル）
- ハイキュー!!（コーチ）
- 棺姫のチャイカ（ダヴィード） - 2シリーズ

2015年
- Classroom☆Crisis（取締役1、取締役A）

2016年
- 機動戦士ガンダムUC RE:0096（ホマレ、幹部）
- DAYS（蟻明10番）
- フューチャーカード バディファイトDDD（デビル・デストロイ・ビッグマシーン）

2017年
- マーベル フューチャー・アベンジャーズ（2017年 - 2018年、ホークアイ） - 2シリーズ

2020年
- 巨人族の花嫁（晃一の叔父さん）

### 劇場アニメ
- ケロ0 出発だよ! 全員集合!!（2009年、通信）
- 宇宙ショーへようこそ（2010年、闇商人）
- おまえ うまそうだな（2010年、ガオー）
- ルー=ガルー（2010年、中村）
- 劇場版 TIGER & BUNNY -The Beginning- / -The Rising-（2012年 - 2014年、ケイン） - 2作品

### OVA
- kiss×sis（2008年、運転手）
- 舞-乙HiME 0〜S.ifr〜（2008年、客）
- 魔法先生ネギま! 〜白き翼 ALA ALBA〜（2008年、当直番）
- 機動戦士ガンダムUC（2010年、ホマレ）
- 鋼の錬金術師 FULLMETAL ALCHEMIST DVD 第9巻 映像特典『師匠物語』/『師匠初恋物語』（2010年、ブリッグズ兵B）
- 機動戦士ガンダム THE ORIGIN（2015年、戦車兵）

### Webアニメ
- チョコレート・アンダーグラウンド（2008年、先生）

### ゲーム
2006年
- I/O（宮田捜査官）

2007年
- Apocalypse: Desire Next
- ウィル・オ・ウィスプ シリーズ（2007年 - 2009年、ヴィクター・レドモンド） - 4作品
- スペクトラルジーン（ジュレイ）
- 湾岸ミッドナイト（大田和夫、帝塚良一）

2008年
- 機動戦士ガンダム00ガンダム マイスターズ（一般兵C）

2009年
- Sweet Honey Coming（上条の父）
- 鋼の錬金術師 FULLMETAL ALCHEMIST 黄昏の少女

2010年
- さくらさくら HARU URARA（美東先生）

2011年
- The Elder Scrolls V: Skyrim（Kiyoshi Katsunuma）
- 乙女はお姉さまに恋してる Portable 〜2人のエルダー〜（七々原玄蔵）
- ノーブルリージュ!（笛吹き）
- ワンド オブ フォーチュン2 〜時空に沈む黙示録〜（ゼス）

2012年
- 機動戦士ガンダム 木馬の軌跡（連邦兵A）
- 機動戦士ガンダム オンライン（兵士B）
- 機動戦士ガンダムUC（ホマレ中尉）

2013年
- マギ はじまりの迷宮（ゴルタス）

2014年
- 放課後colorful＊step〜うんどうぶ!〜（高木雅夫）

2015年
- レンドフルール（褄紅）

2016年
- ザ・キング・オブ・ファイターズ（2016年 - 2022年、ラモン） - 3作品

2017年
- フューチャーカード バディファイト 目指せ!バディチャンピオン!（デビル・デストロイ・ビッグマシーン）

2018年
- D×2 真・女神転生 リベレーション（沢田正弘 / レフティ）
- Marvel's SPIDER-MAN（ハーマン・シュルツ / ショッカー）

2019年
- VARIABLE BARRICADE（東条鷹宗）

2020年
- 龍が如く7 光と闇の行方

2022年
- 機動戦士ガンダム U.C. ENGAGE（2022年 - 2025年、ガット）
- ラディアンテイル（バルト）

### ドラマCD
- I/O drama CD Overbrowse Damsel（リポーター）
- 俺様ティーチャー（ナレーション）
- 獣神空想御伽草子（店主〈ハヤブサ〉）
- To LOVEる Variety CD（男）

### BLCD
- いかさまメモリ（三浦）
- 想い出のリフレイン……地中に埋めた自由研究（桐谷百）
- カテドラルな束縛（オルゲ）
- 華と龍〜第一章〜激動編（池田）
- BLOOD ALONE（店員）
- ペット・お仕事中（佐竹）
- YEBISUセレブリティーズ7（ムッシューB）
- 茅島氏の優雅な生活（レスリー・ウェラー）
- ルボー・サウンドコレクション ドラマCD Punch↑（施工主）
- 野球天国（北村）

### 朗読・その他CD
- 院内彼氏（葛城颯太）※同人CD

### 吹き替え

#### 洋画
- アイ・アム・デビッド
- 甘い人生
- アメイジング・スパイダーマン（ニッキー〈トム・ウェイト〉）
- ARAHAN アラハン
- アレキサンダー（ダレイオス王）
- オーシャンズ・オデッセイ
- オーストラリア
- キングスパイダー（デイブ〈ジェフ・ライアン〉）
- 9.11アメリカ同時多発テロ 最後の真実（レイモンド・マリク大佐〈アート・マリック〉）
- 桑港
- 殺人の足跡 マーダーランド
- サンセット大通り
- 幸せがおカネで買えるワケ
- 頭上の敵機（ダヴェンポート大佐〈ゲイリー・メリル〉）
- スパイダー パニック!（ランディ〈ライリー・スミス〉）
- ゼア・ウィル・ビー・ブラッド
- 戦艦バウンティ号の叛乱
- 007シリーズ
  - 007 カジノ・ロワイヤル
  - 007 慰めの報酬
- 弾突 DANTOTSU
- 地上最大のショウ（道化師バトンズ〈ジェームズ・ステュアート〉）※PD版DVD
- TEKKEN -鉄拳-（セルゲイ・ドラグノフ、ヴォスク）
- ハート・ロッカー
- ハットしてキャット
- バビロンA.D.
- 必殺処刑人
- ビバリーヒルズ・チワワ2
- ブロセリアンドの魔物（トマ〈アレクシ・ロレ〉）
- フォレスト・オブ・ザ・デッド（ラモン）
- プレスリーVSミイラ男
- ベルベット・スパイダー
- ボーンキッカーズ 考古学調査班
- ボーンプロフェシー「文明発祥の地」（カミール）
- ホステージ ※テレビ朝日版
- モブ・ザ・ギャング（ボリス）
- 我が道を往く（テッド・ヘインズ〈ジーン・ロックハート〉）
- ラブ・アクチュアリー

#### テレビドラマ
- NCIS 〜ネイビー犯罪捜査班（ゲイン・レヴィン〈アリミ・バラード〉）
- 宮廷女官チャングムの誓い
- GIRLS/ガールズ シーズン2（サンディ）
- GIRLS/ガールズ
- ギルモア・ガールズ
- 刑事フォイル
- コールドケース3
- ザッツ・ライフ〜リディアの人生ゲーム #5
- 新入社員（ジュナ）
- CSI:マイアミ8
- CSI:ニューヨーク6
- 善徳女王 #2
- 太王四神記 #13
- Dr.HOUSE（エリック・フォアマン〈オマー・エップス〉）
- プリズン・ブレイク シーズン4（フェン・ファン〈ロン・ヤン〉、ジャスパー・ポッツ〈トロイ・ラプタシュ〉）
- ブルース・リー伝説（ジェシー）
- 雪の女王（チェンシク〈キム・テヒョン〉）#16
- Love/ラブ シーズン2（ピート）
- ライ・トゥ・ミー 嘘は真実を語る

#### アニメ
- ぼくチロ!（パパ）
- The Amazing Digital Circus（ガンミグー）

### テレビドラマ
- 月曜ミステリー劇場 / 陰の季節7（2004年、TBS）

### テレビ番組
- おはスタ（カツヌマ研究員）

### ナレーション
- NHK高校講座 体を動かすTV
- ダイレクトテレショップ
- トランスフォーマーTCG
- ポケモンバトリオ TVCM

### ボイスオーバー
- アニマルプラネット
- ディスカバリーチャンネル
- BS世界のドキュメンタリー
- BSフジLIVE プライムニュース

### ラジオ
- ソバトモ（第2回、第38回、ゲスト）
- ラジオ ムンムンガンド（第11回、ゲスト）

### オーディオブック
- 虐殺器官（2018年、ウィリアムズ）
- なぜ僕らは働くのか 君が幸せになるために考えてほしい大切なこと（2021年、お父さん）

### パチンコ・パチスロ
- 真モグモグ風林火山2（上杉モグ信）

### 舞台
- 見果てぬ夢（2000年、演出助手）
- ケッケコーポレーション朗読劇 Vol.2〜心に優しい物語〜「うらぼんえ」（2008年、邦男）
- ケッケフェスタ2011「インプロ」（2011年、構成）
- 朗読劇「御苑怪談〜うまめしや〜」（2013年）
- 劇団サードクォーター「昭和の絵本」（2013年、演出）
- team DICE☆K ファーストワンマンインプロライブ「世界はそれをIと呼ぶんだぜ」（2014年）

### その他コンテンツ
- デジタル紙芝居コントDVD「じょぶ王I世」
- 2005年ワールドホビーフェスティバルMC

### シリーズ一覧
1. ↑  『ウィル・オ・ウィスプ』（2007年）、『イースターの奇跡』（2008年）、『DS』『ポータブル』（2009年）
2. ↑  『XIV』[13]（2016年）、『ALLSTAR』（2019年）、『XV』[14]（2022年）